# Auranofin
Az auranofin egy arany komplex, reumaellenes szer. Márkaneve: Ridaura.

## Használata
Rheumatoid arthritis kezelésére használják. Enyhíti az ízületi gyulladás tüneteit, például a reggeli merevséget.

## Fordítás
- Ez a szócikk részben vagy egészben  az   Auranofin című angol Wikipédia-szócikk ezen változatának fordításán alapul.  Az eredeti cikk szerkesztőit annak laptörténete sorolja fel. Ez a jelzés csupán a megfogalmazás eredetét és a szerzői jogokat jelzi, nem szolgál a cikkben szereplő információk forrásmegjelöléseként.
- Ez a szócikk részben vagy egészben  az   Auranofin című német Wikipédia-szócikk fordításán alapul.  Az eredeti cikk szerkesztőit annak laptörténete sorolja fel. Ez a jelzés csupán a megfogalmazás eredetét és a szerzői jogokat jelzi, nem szolgál a cikkben szereplő információk forrásmegjelöléseként.